# Харука Инуи
Хирофуми Накадзоно (яп. 中園 博文 (なかぞの ひろふみ)), более известный под псевдонимом Харука Инуи (яп. 乾 はるか Инуи Харука) — мангака, получивший популярность в Японии и Европе благодаря эротической манге. Его работа Ogenki Clinic  («Клиника Огэнки»), первый том которой появился в 1987 году, несколько раз попадала в список комиксов-бестселлеров США.

## Карьера
Накадзоно родился 25 декабря 1957 года в Симоносеки, префектура Ямагути. В 1980 году, незадолго до окончания университета Сёкутоку (Накадзоно получал образование на факультете социологии), он принял участие в конкурсе молодых талантов, который был организован издательством Akita Shoten. Хотя победителем Накадзоно не стал, его работа получила премию симпатий жюри («замечена жюри»). Редактор предложил начинающему автору работу в журнале юношеской манги Shonen Champion, где и была опубликована первая профессиональная манга Накадзоно — научно-фантастическая Parallel Ami.

## Список работ
- Parallel Ami (パラレル亜美, парарэру ами; 1981)
- Future Policeman Urashiman (未来警察ウラシマン, мирай кэйсацу урасиман; 1984)
- Ogenki Clinic (お元気クリニック, огэнки куриникку, 1987)[5]
- Gakuen Senshi L (学園戦士L; 1989)[6]
- Mistress War (女王様ウォーズ, дзё: сама во:дзу; 1993)
- Kyujo no Monogatari (Q嬢の物語, кудзё но моногатари; 1994)
- Ranmaru XXX (乱丸XXX; 1997)[7]
- Patty, the High School Fighter of Love (恋身女子高生パティ рэнсин дзёсикусэй патти; 2002)
- Nippon Kuro Pansutou Sengen (日本黒パンス党宣言; 2005)[8]
- Onna Hyou no Eve (女豹のイブ; 2008)[9]